# Hoher Rittersporn
Der Hohe Rittersporn (Delphinium elatum) ist eine Pflanzenart aus der Gattung der Rittersporne (Delphinium) in der Familie der Hahnenfußgewächse (Ranunculaceae).

## Merkmale
Der Hohe Rittersporn ist eine ausdauernde Pflanze, die Wuchshöhen von 80 bis 200 Zentimeter erreicht. Sie ist eine Rhizom- und Pleiokorm-Pflanze. Der Stängel ist aufrecht, einfach und zerstreut behaart. Die Blätter sind stängelständig, langgestielt, handförmig und bis über die Mitte hinaus drei- bis siebenteilig, die Abschnitte sind geschnitten-gesägt. Die Blüten sind blau bis violett gefärbt und in einer Traube angeordnet. Diese ist groß, mehr oder weniger dicht, endständig und hat geteilte bis lanzettliche Tragblätter. Von den 5 Blütenblättern sind die unteren 4 eiförmig, das oberste hat einen langen und oft runzeligen Sporn. Die 4 Nektarblätter sind frei, dunkelbraun gefärbt und innen weiß behaart, die zwei oberen sind gespornt. Die Vorblätter sitzen am Blütenstiel dicht unter der Blüte an und überlappen diese. Die Blütenhüllblätter sind hinfällig. Die 3 (bis 5) Fruchtblätter sind kahl. Es werden meist 3 Balgfrüchte pro Blüte gebildet. Diese sind kahl und bis 15 Millimeter lang. Die Oberfläche der Samen ist mehr oder weniger glatt.
Blütezeit ist von Juni bis August.
Die Chromosomenzahl ist 2n = 32.

## Vorkommen

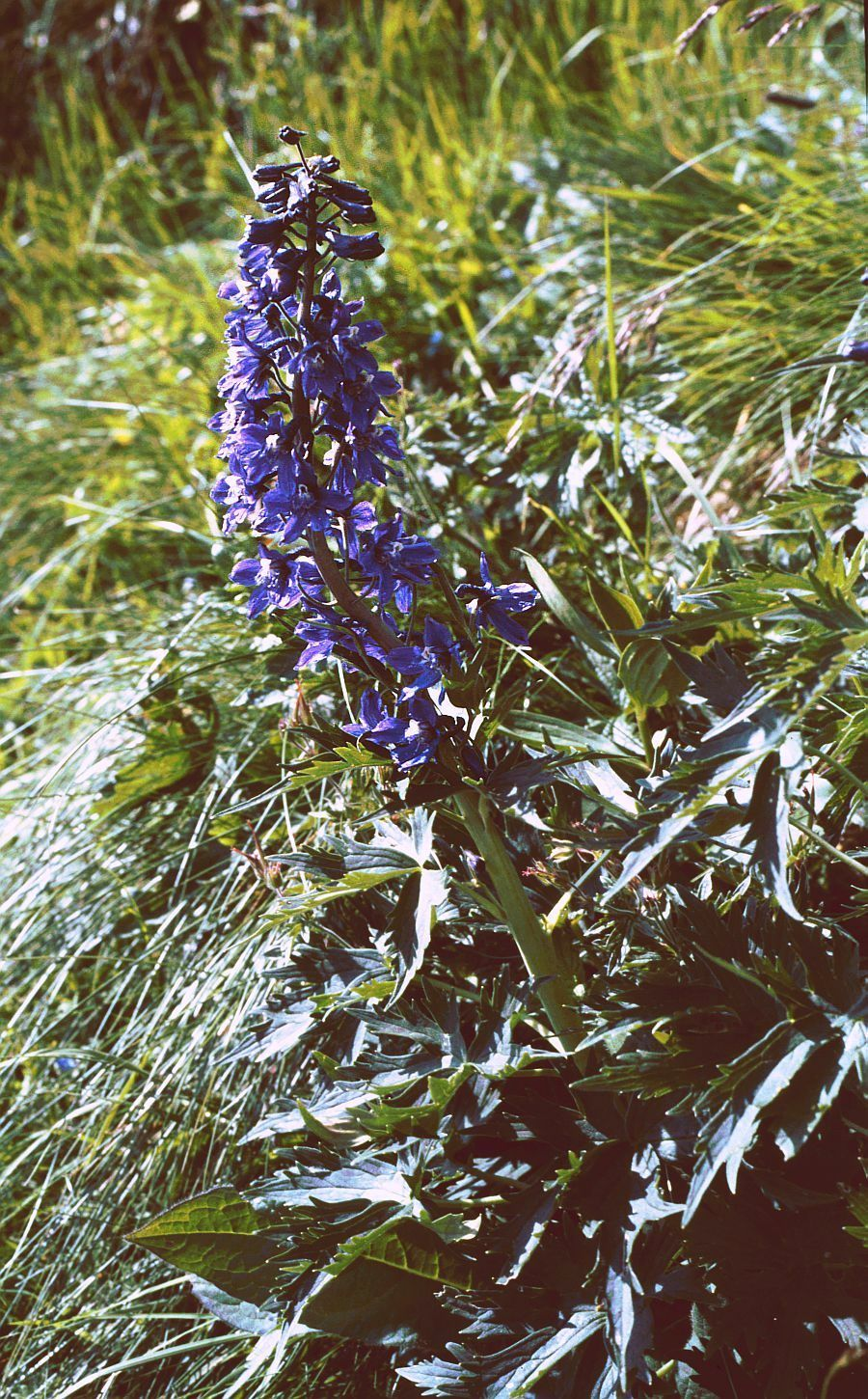
Hoher Rittersporn (Delphinium elatum)

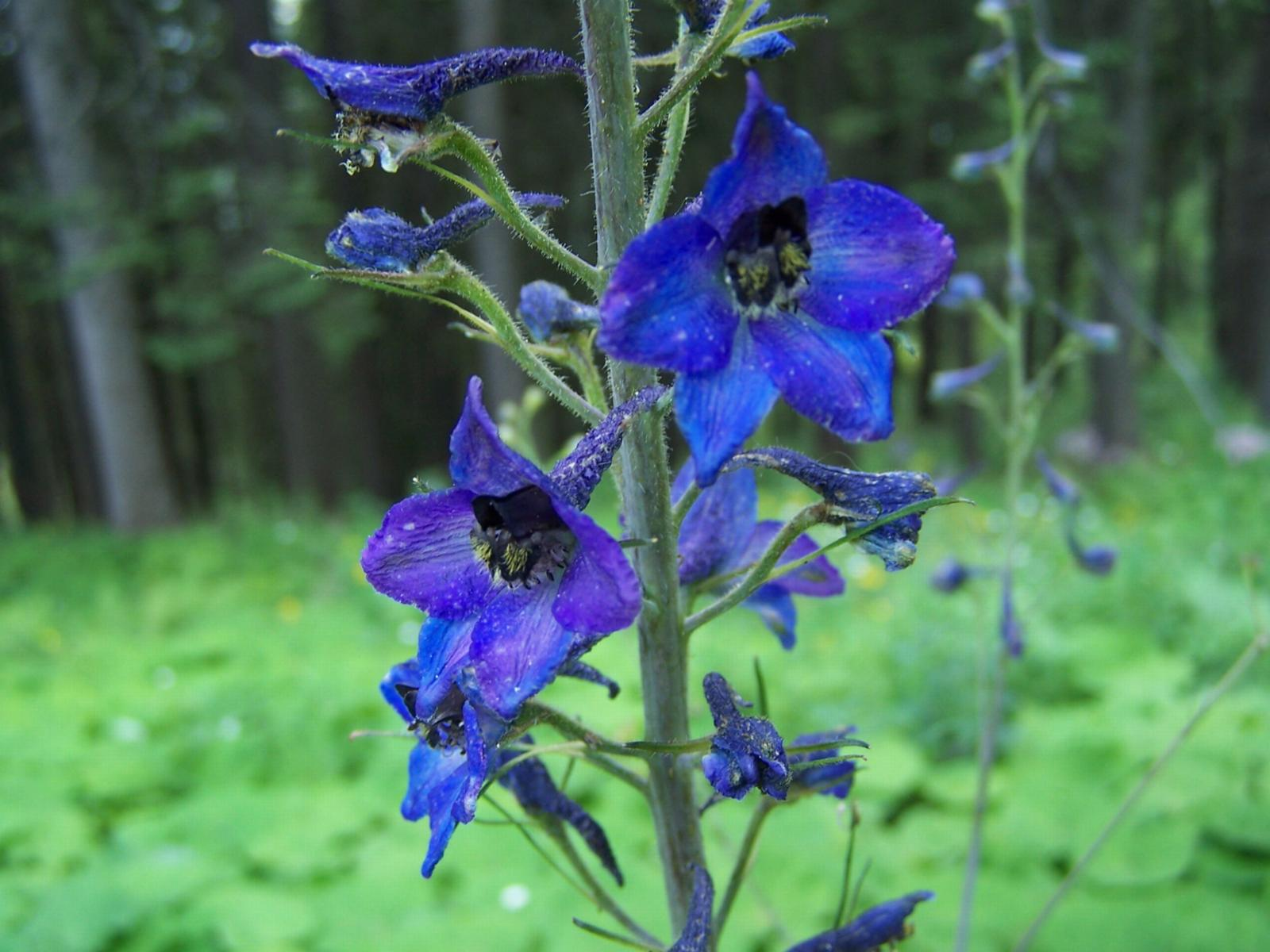
Hoher Rittersporn in der Tatra

Der Hohe Rittersporn kommt in mehreren Unterarten vom warmgemäßigten bis kühlen Europa in den Französischen Alpen über die Ostalpen, die Karpaten und den Balkan bis nach Asien in lichten Wäldern, feuchten Schuttfluren, subalpinen Hochstaudenfluren, Grünerlengebüschen und Bachrändern in Höhenlagen bis 2000 Meter vor. Die Art ist auf Silikat und Kalk zu finden. Er gedeiht in Gesellschaften des Verbands Adenostylion.

## Unterarten
Der Hohe Rittersporn tritt in Europa in mindestens vier Unterarten auf:
- Delphinium elatum subsp. austriacum Pawl., kommt nur in den Ostalpen in Österreich vor
- Delphinium elatum subsp. cryophilum (Nevski) Jurtzev, kommt nur auf der Insel Kolguyev in der russischen Arktis vor
- Delphinium elatum subsp. elatum, kommt in den mittel- und südosteuropäischen Gebirgen und im Norden Russlands und Asiens vor
- Delphinium elatum subsp. helveticum Pawl., kommt nur in den Westalpen in Frankreich, Italien und der Schweiz vor

## Nutzung
Der Hohe Rittersporn wird verbreitet als Zierpflanze in Staudenbeeten genutzt. Die Art ist seit spätestens 1578 in Kultur. Sie ist auch der wichtigste Elternteil der Garten-Rittersporne, das sind Hybriden unter Beteiligung von Delphinium elatum, die in Gärten kultiviert werden. Als „Gartenrittersporn“ wird aber auch der Garten-Feldrittersporn (Consolida ajacis) bezeichnet, der mit diesen Delphinium-Hybriden nicht näher verwandt ist.

## Trivialnamen
Für den Hohen Rittersporn bestehen bzw. bestanden auch die weiteren deutschsprachigen Trivialnamen Bergrittersporn (Hessen) und Hochmut.